# US-방글라 항공
US-방글라 항공(영어: US-Bangla Airlines, 벵골어: ইউএস বাংলা এয়ারলাইন্স)은 다카의 샤잘랄 국제공항에 본사를 둔 방글라데시 민간 항공사다. US-방글라 항공은 방글라데시의 항공사들 중에서 방글라데시에서 큰 민간 항공사로, 비만 방글라데시 항공에 이어 두 번째로 큰 항공사다.

## 역사
2014년 7월 17일 국내선 운항을 시작했다. 처음에 이 항공사는 다카에서 치타공과 조쇼르행 항공편을 취항시켰다. 다카에서 콕스바자르행 항공편이 8월에 취항했다. 10월에는 사이드푸르행 항공편을 개시했다.
2016년 9월, 보잉 737-800 3대를 도입하고, 이후 싱가포르와 두바이 등 새로운 국제 노선을 취항할 계획이라고 발표했다. 2019년 4월 29일 광저우행 항공편을 개시하여 방글라데시 항공으로는 최초로 중국행 항공편을 운항하였다. 2019년 3월 31일 다카에서 첸나이(치타공 경유)로 가는 항공편을 개시하여 남인도행 항공편을 운항한 최초의 방글라데시 항공사가 되었다.
US-방글라 항공은 2019년 2월, ATR 72-600기 4대를 주문을 발표해서, 2019년 3월 22일 첫 항공기가 인도되었다.

## 운항 노선
- 2018년 3월 기준으로 US-방글라 항공은 다음과 같이 운항하고있다.

## 보유 기종
- 2020년 1월 기준으로 US-방글라 항공은 다음과 같이 보유하고 있다.

## 사건 및 사고
- US-방글라 항공 211편 추락 사고

## 같이 보기
- 방글라데시의 교통